# Deipenbecke (Ruhr, Essen)
Die Deipenbecke ist ein gut drei Kilometer langes Fließgewässer in Essen. Es ist ein linker und südöstlicher Zufluss der Ruhr, der als Folge des Bergbaus an einigen Stellen verschwindet.

## Geographie

### Verlauf
Die Deipenbecke entspringt auf einer Höhe von 163 m ü. NHN an der Grenze zwischen der zum Ennepe-Ruhr-Kreis gehörenden Stadt Hattingen im Osten und der kreisfreien Stadt Essen im Westen. Ihre Quelle liegt in einem Feld nördlich der Breddestraße.
Sie mündet in Überruhr-Holthausen linksseitig in die Ruhr.

### Einzugsgebiet
Das Einzugsgebiet der Deipenbecke liegt im Ruhrtal und wird durch sie über die Ruhr und den Rhein zur Nordsee entwässert.
Es grenzt
- im Osten an das Einzugsgebiet des Elvenholzbachs,
- im Süden an des der Pieperbecke und
- im Norden an das des Altendorfer Bachs,

die alle, zum Teil auch unterirdisch verrohrt in die Ruhr entwässern.